# Le Rapt d'Europe (Titien)
Pour les articles homonymes, voir Rapt (homonymie).

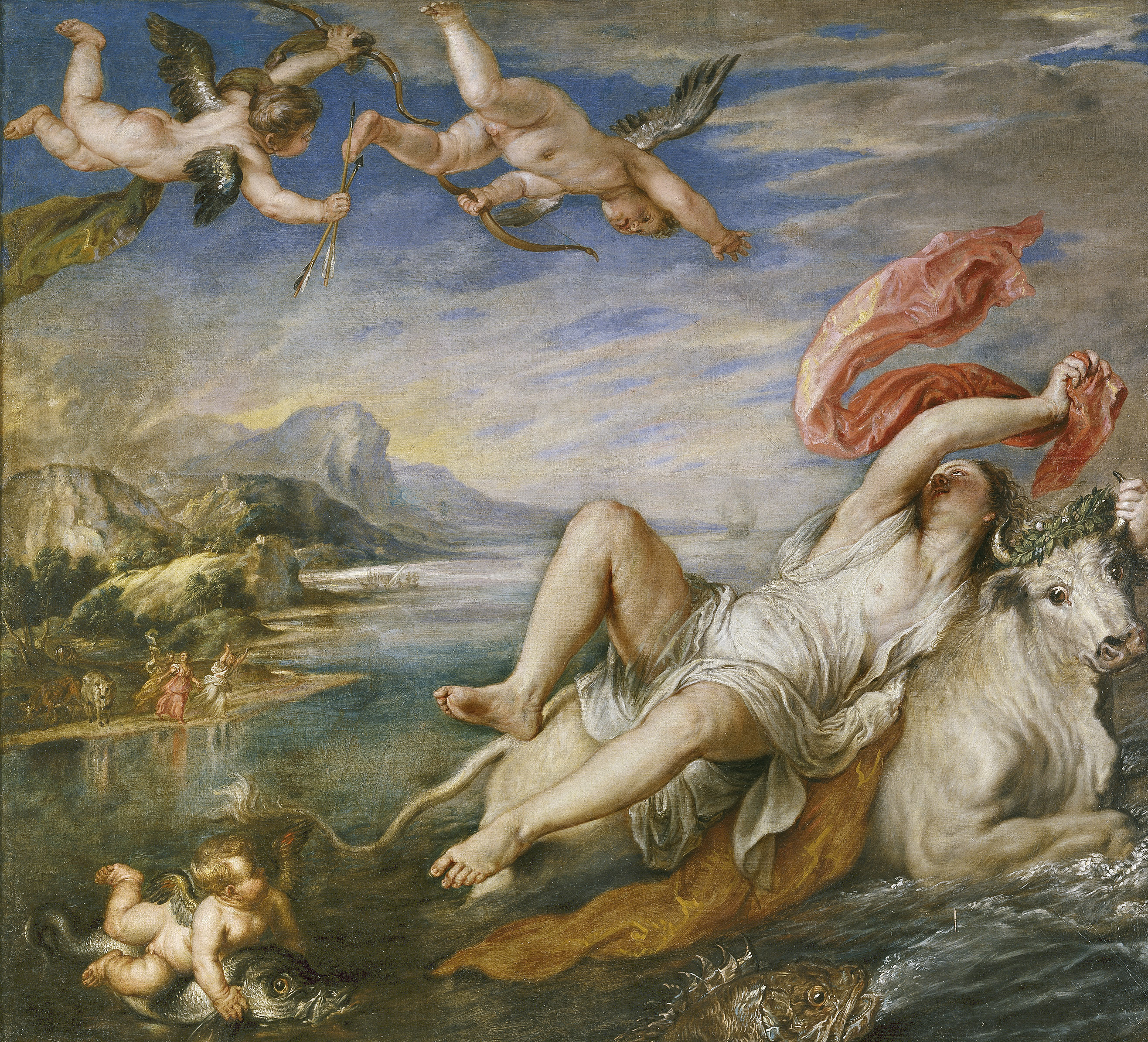
Copie de Rubens.

Le Rapt d'Europe est une peinture à l'huile de 178 × 205 cm réalisée par Titien en 1562, à la demande de Philippe II d'Espagne. Elle est conservée au musée Isabella-Stewart-Gardner à Boston, aux États-Unis.
Une copie en fut faite par Pierre Paul Rubens entre 1628 et 1629, laquelle est conservée au musée du Prado de Madrid, en Espagne.

## Histoire
Cette œuvre fait partie d'une série de six tableaux appelé Poésie à thème mythologique que Titien peignit pour le roi Philippe II d'Espagne avec Diane et Actéon (1556-1559), Diane et Callisto (1556-1559) (possédé conjointement par  la National Gallery de londres et la National Gallery d’Écosse à Edinbourg), Danaé (1553) (Wellington Collection, Londres), Vénus et Adonis (1554) (musée du Prado, Madrid), et pour finir Persée et Andromède (1553-1562) (collection Wallace, Londres).
Elle a échappé aux voleurs venus s'emparer de 13 œuvres le 13 mars 1990.

## Thème
Zeus déguisé en taureau enlève la princesse Europe, fille d'Agénor. Chevauchant l'animal, elle est emmenée sur l'île de Crète à Gortyne.

## Reprise dans d'autres tableaux
Le Rapt d'Europe a été cité dans plusieurs tableau, les plus notables sont surement Les Fileuses par Vélasquez de 1657 et par Rubens vers 1636 dans son Pallas et Arcahné. Dans ces deux cas précis, on remarque qu'elle est utilisée pour évoquer la perfection de la tapisserie d'Arachné, conformément au mythe dans lequel elle est censée représenter les sévices des dieux sur les mortels[réf. nécessaire].